# Егоров, Пётр Дмитриевич
Пётр Дми́триевич Его́ров (1913—1996) — советский военный лётчик-ас истребительной авиации, командир истребительных авиационных полков в годы Великой Отечественной войны, полковник. Герой Российской Федерации (1995), первый в Иркутской области.

## Биография
Родился 12 июля 1913 года в деревни Сычи (ныне — Мценского района Орловской области). Из многодетной крестьянской семьи. Русский. После окончания 6 классов школы на станции Моховая в 1931 году приехал в город Мариуполь, где работал его старший брат, там окончил вечерний рабфак и трудился на Заводе имени Ильича. С 1932 года также учился в  Мариупольском аэроклубе.

### Военная служба
В Красной Армии с ноября 1935 года. Был призван на срочную службу и служил красноармейцем, но в мае 1936 года по личному рапорту из войск был переведён в ВВС РККА и направлен в лётное училище. Закончил 1-ю военную школу пилотов имени А. Ф. Мясникова в декабре 1936 года. После окончания авиашколы служил
в 23-й легкоштурмовой эскадрилье ВВС Ленинградского военного округа (базировалась в городе Пушкин Ленинградской области) военным пилотом и младшим лётчиком. В мае 1938 года переведён командиром звена в 44-й истребительный авиационный полк ПВО ВВС Ленинградского военного округа, с августа 1938 года служил помощником военкома по комсомольской работе в одной из эскадрилий этого полка. Летал на самолёте Р-5.
В мае 1939 года П. Д. Егоров переведён на такую же должность в 56-й истребительный авиационный полк. В конце июня 1939 года полк убыл в Забайкальский военный округ, где после доукомплектования на аэродроме 3-й разъезд был передан в состав ВВС 1-й армейской группы и с середины июля участвовал в боевых действиях на реке Халхин-Гол. В боях на Халхин-Голе П. Д. Егоров совершил 128 вылетов на истребителе И-16, провёл 12 воздушных боёв. Авторы большинства публикаций о П. Д. Егорове утверждают, что он сбил 6 японских самолётов, в списке имевших победы в тех боях советских лётчиков в книге В. Кондратьева «Битва над степью» говорится о 3 личных и 3 групповых победах Петра Егорова, а в исследовании М. Быкова о советских асах — 1 воздушная победа в группе и 1 аэростат-корректировщик сбит лично. 
В 1939 году вступил в ВКП(б). После завершения боевых действий на Халхин-Голе назначен командиром эскадрильи 8-го истребительного авиаполка ВВС Забайкальского военного округа. После нападения Германии на СССР полк был направлен на фронт.
С 13 июля 1941 года участвовал в Великой Отечественной войне. Командир истребительной авиационной эскадрильи 8-го истребительного авиационного полка Пётр Егоров воевал на Западном и Резервном фронтах. После больших потерь и короткого доукомплектования в тылу в сентябре 1941 года полк был передан на Южный фронт, а с августа 1942 года воевал в составе Закавказского и Северо-Кавказского фронтов. Участвовал в Смоленском сражении, Донбасско-Ростовской оборонительной и Ростовской наступательной операциях, в битве за Кавказ. Первый немецкий самолёт сбил в бою 25 июля 1941 года. В этом полку он воевал до января 1943 года, освоил истребитель Як-1, на котором одержал почти все свои дальнейшие победы.
С января 1943 года — служил в 484-м истребительном авиационном полку, а с июня 1943 года — командир этого полка. Полк входил в состав 323-й истребительной авиационной дивизии на Западном фронте и участвовал в Смоленской наступательной операции, но уже в конце сентября этого года выведен в резерв Ставки ВГК, где переучивался на истребители Як-9
С октября 1944 года — командир 263-го истребительного авиационного полка 215-й истребительной авиационной дивизии 8-го истребительного авиационного корпуса 4-й воздушной армии 2-го Белорусского фронта. Во главе полка участвовал в Восточно-Прусской, Восточно-Померанской и Берлинской наступательных операциях.
За годы войны Пётр Егоров совершил более 300 боевых вылетов, провел более 40 воздушных боёв, сбил лично 6 и в группе 9 самолётов противника, штурмовыми действиями уничтожил 5 танков, 2 штабных автобуса, 45 автомашин, около 300 солдат и офицеров противника. В сентябре 1943 и в августе 1944 года дважды был представлен к званию Героя Советского Союза, однако по непонятным причинам награждён не был. Участник Парада Победы 24 июня 1945 года.
После войны Пётр Дмитриевич Егоров служил в том же полку, с ноября 1946 года командовал 263 иап 3 гиап 16 ВА ГСОВГ, с мая 1947 по декабрь 1949 — командир 137 гиап там же. Затем находился на учёбе, окончил Липецкие высшие офицерские военно-тактические курсы (1950). С ноября 1950 года — заместитель командира 97-й истребительной авиационной дивизии в Группе советских войск в Германии.
В декабре 1951 — сентябре 1952 годов находился в составе этой дивизии в «правительственной командировке», а фактически участвовал в Корейской войне. Принимал участие в боевых действиях против южно-корейской авиации и авиации ООН. После Корейской войны Егоров оставался в прежней должности до ноября 1954 года, когда его направили на учёбу. В июле 1956 года окончил Курсы усовершенствования командного состава при Краснознамённой Военно-воздушной академии, тогда же назначен на должность командира 32-й истребительной авиационной дивизии 54-й воздушной армии Дальневосточного военного округа. Управление дивизии дислоцировалось в селе Варфоломеевка, Приморский край. В послевоенные годы освоил истребители Як-11, Як-15, Як-17, Ла-5, Ла-7, МиГ-9, МиГ-15 и МиГ-17. 
С декабря 1960 года полковник П. Д. Егоров — в отставке.

### Жизнь после армии
После ухода в отставку Пётр Дмитриевич поселился в Иркутске и работал в гражданской авиации. С 1961 года – начальник Иркутского аэропорта, с 1963 – командир Иркутского объединённого авиационного отряда Восточно-Сибирского территориального управления ГВФ, с 1964 года – диспетчер, с 1979 – старший диспетчер Восточно-Сибирского зонального центра управления воздушным движением в Иркутском аэропорту. В августе 1985 года ушел на пенсию. 
Активно участвовал в ветеранском движении, много лет председателем Совета ветеранов Октябрьского района города
Иркутска. Написал книгу воспоминаний. Перенёс инсульт.
Пётр Дмитриевич скончался 2 октября 1996 года и был с воинскими почестями похоронен на Радищевском кладбище города Иркутска.

## Награды
- Герой Российской Федерации с вручением медали «Золотая Звезда». Звание присвоено Указом Президента Российской Федерации № 368 от 15 апреля 1995 года за мужество и героизм, проявленные в борьбе с немецко-фашистскими захватчиками в Великой Отечественной войне 1941—1945 гг.. По причине пошатнувшегося здоровья Героя награждение провёл губернатор Иркутской области Юрий Ножиков[1].
- Орден Ленина (23.02.1942)
- 4 ордена Красного Знамени (17.11.1939, 23.12.1941, 09.09.1942, 30.12.1956[7])
- Орден Александра Невского (27.07.1944)
- 3 ордена Отечественной войны I степени (22.02.1945, 12.06.1945, 06.04.1985)
- Два ордена Красной Звезды (19.11.1951, 22.02.1955)
- Медали СССР и России, в том числе медаль «За боевые заслуги» (6.11.1945)
- Военный летчик 1-го класса (1951)
- Медали Монголии, КНР, Польши
- Знак «Участнику боёв у Халхин-Гола» (МНР)

## Мемуары
- Егоров П. Д. Крылья крепнут в сражениях. — Иркутск: Восточно-Сибирское книжное издательство, 1987. — 351 с.

## Память
- Одна из улиц города Иркутска была названа в честь Героя (1996).
- На доме № 37 по улице Советской г. Иркутска, где жил Герой России П. Д. Егоров, в 2000 году установлена мемориальная доска в его честь[1].
- В городе Мценске Орловской области на территории мемориала «Вечный огонь» установлен бюст П. Д. Егорова.